# اچ‌ام‌ای‌اس تاسمانی
اچ‌ام‌ای‌اس تاسمانی (به انگلیسی: HMAS Tasmania) یک کشتی بود که طول آن ۲۷۵ فوت ۱۰٫۶۲۵ اینچ (۸۴٫۰۸۹۸۸ متر) بود. این کشتی در سال ۱۹۱۸ ساخته شد.